# 天はすべて許し給う

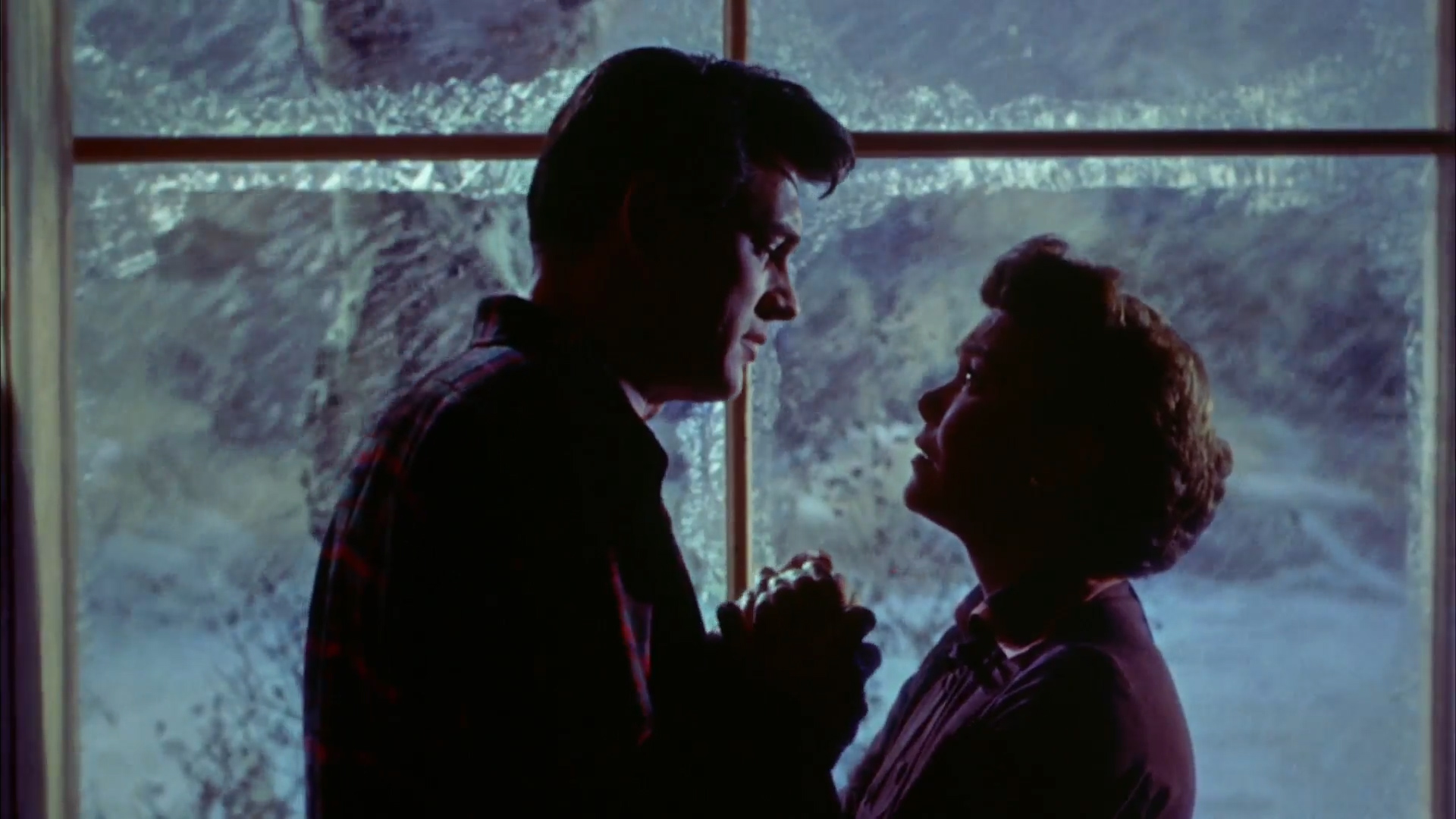
ジェーン・ワイマン（右）とロック・ハドソン

『天はすべて許し給う』（てんはすべてゆるしたまう、All That Heaven Allows）は1955年制作のアメリカ映画。日本では劇場未公開。ビデオ発売されたときのタイトルは『天の許し給うものすべて』『天が許し給うすべて』。

## ストーリー
郊外の瀟洒な一軒家に暮らす未亡人のケリー（ジェーン・ワイマン）は、大学生の息子と娘も家を出ているため、1人で時間を持て余していた。
そんなある日、夫の存命中から庭の手入れをしてもらっている若い庭師の青年ロン（ロック・ハドソン）と言葉を交わしたことをきっかけに2人は急速に親しくなる。
最初はただの友人として、ロンが語る樹木の話やロンの仲間たちとの付き合いを楽しんでいただけのケリーだったが、2人はごく自然に愛し合い、結婚を考えるようになる。
しかし、保守的な町で2人の関係はスキャンダラスな形で噂されるようになり、それを知った息子や娘に激しく反対されたケリーはロンと別れることにする。
元の生活に戻ったケリーだったが、心に空いた隙間が埋まることはない。息子や娘もいずれは自立し、家を出て行く。そのことに改めて気付いたケリーはロンのもとへと向かう。

## キャスト

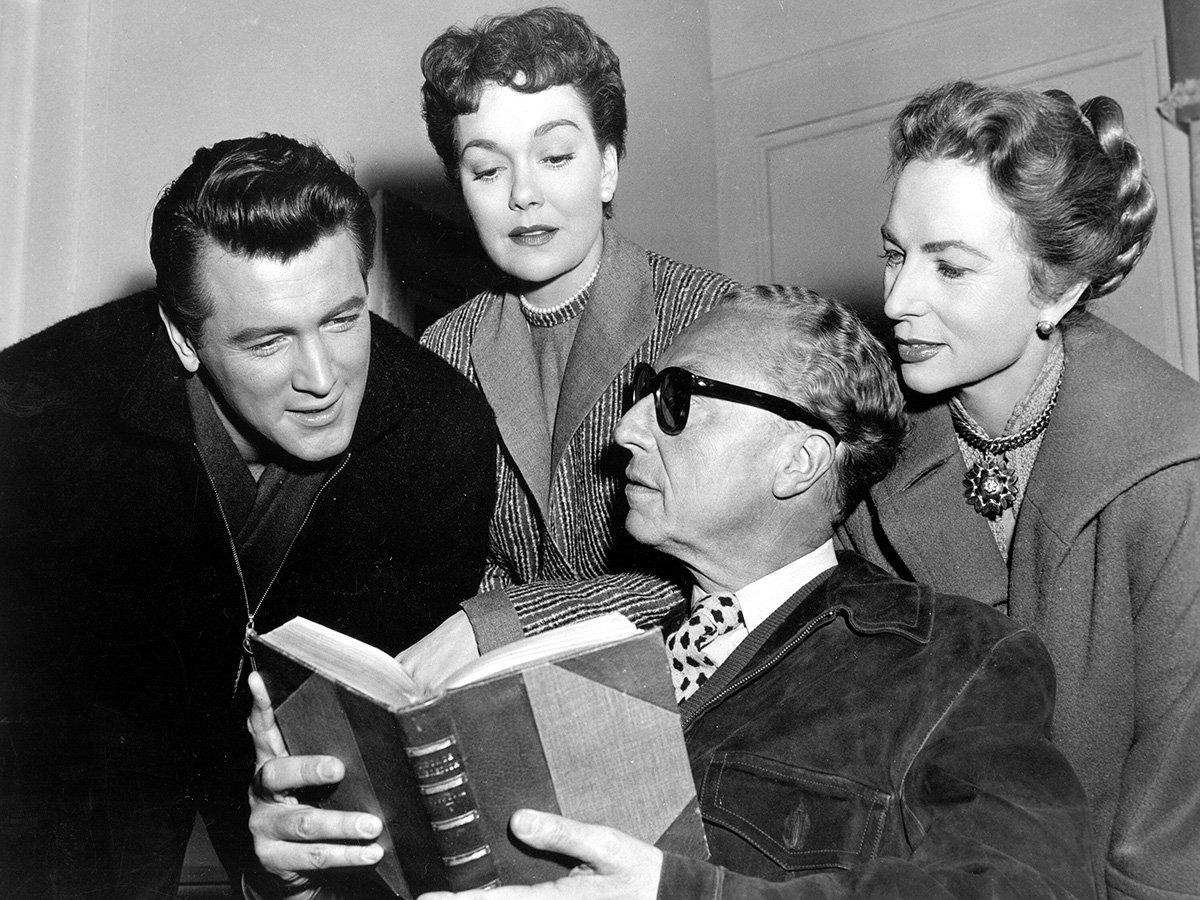
左からロック・ハドソン、ジェーン・ワイマン、ダグラス・サーク監督、アグネス・ムーアヘッド

- ジェーン・ワイマン：ケリー・スコット
- ロック・ハドソン：ロン・キルビー
- アグネス・ムーアヘッド：サラ
- コンラッド・ネイジェル（英語版）：ハーヴェイ
- ヴァージニア・グレイ：アリダ

## 備考
- ライナー・ヴェルナー・ファスビンダーの映画『不安と魂』（独：Angst essen Seele auf）やトッド・ヘインズの映画『エデンより彼方に』は、この作品を元に制作されている。
- 前年（1954年）製作の映画『心のともしび』とスタッフ・キャストがほぼ同じである。
- 原題は、ジョン・ウィルモット (第2代ロチェスター伯)の詩「Love and Life」の最後の一行から取られた[1]。